# بية بو عبد الله
بية بو عبد الله (ولدت في 24 ديسمبر 1944) وهي لاعبة كرة سلة تونسية سابقة، ولاعبة كرة يد، ولاعبة كرة طائرة ولاعبة ألعاب قوى.

## روابط خارجية
- Résultats des Jeux méditerranéns 1967 (Comité international des Jeux méditerranéens)